# Pradera y matorral xerófilos masáis
La pradera y matorral xerófilos masáis es una ecorregión de la ecozona afrotropical, definida por WWF, que se extiende entre Etiopía y Kenia.

## Descripción
Es una ecorregión de desierto que ocupa 101.000 kilómetros cuadrados en el norte de Kenia y el extremo suroeste de Etiopía.
Esta ecorregión se sitúa entre la sabana arbustiva de Somalia, al norte y al este, y la sabana arbustiva de Kenia, al sur y al oeste; además, varios enclaves de esta última ecorregión se encuentran dentro del territorio de la pradera y matorral xerófilos masáis.
Flora

## Estado de conservación
Vulnerable.